# Gymnocephalus acerina
Gymnocephalus acerina е вид лъчеперка от семейство Percidae.

## Разпространение
Видът е разпространен в Беларус, Молдова, Русия и Украйна.